# 翠金鹃
翠金鹃（学名：Chrysococcyx maculatus）为杜鹃科金鹃属的鸟类，俗名翠鹃、金翠鹃。分布于印度半岛、中南半岛以至苏门答腊以及中国大陆的四川、云南、湖北、贵州、海南等地，多见于山区低处茂密的常绿林以及繁殖期活动于山上灌木丛间。该物种的模式产地在缅甸勃固。
其种加词“maculatus”意为“有斑点、斑块、斑纹的”。